# Bilo-hegység
A Bilo-hegység (horvátul: Bilogora) egy alacsony hegylánc Észak-Horvátországban, a Drávamellék délnyugati pereme mentén. 

## Fekvése
Halmok és dombok, valamint rövid, alacsony, ívelt hegygerincekből áll, amelyek Drávamente délnyugati pereme mentén északnyugatról délkeletre, mintegy 80 km-re húzódnak.  Legmagasabb pontja az erdős Rajčevica csúcs 309 m tengerszint feletti magasságban. A hegység vízválasztó a Száva és a Dráva medencéje között, egyúttal elválasztja Drávamente régióját a Lonja-Csázmai-medencétől. Magasságát tekintve a legalacsonyabb, de területében az egyik legnagyobb Horvátországban. Alacsony volta ellenére a síkság közepén va
ló elhelyezkedése miatt meglehetősen szembetűnő.

## Neve
A mai Bilogora régi neve Medjurečka gora volt. Ezen a néven („Megiuretska M.”) szerepel Stjepan Glavač 1673-ban, és Canteli 1690-ben kiadott térképén is. A Bilogora névvel kapcsolatban számos feltételezés létezik. Henrik Hranilović szerint a hegység neve valószínűleg a fehér és szürke talajból származik, amelyből márga és homok képződik. A név hasonlóan Bjelovarhoz a „bijelo” (fehér) melléknév i-ző (ikavski) alakjából származik. A Bilogora adja a nevét részben Belovár-Bilogora megyének.

## Leírása
A Bilo-hegység Bedenik és Velika Črešnjevica között 16-18 km széles, míg a nyugati végén, a Dubravka és a Koprivnica patakok között pedig mintegy 45 km, de ha a 7 km széles Ivaničko humlje nincs benne, a Veliki Bastajitól Verőce felé tartó keleti vonulaton körülbelül 24 km széles. Az északkeleti lejtők meredekebbek, mint a délnyugatiak. Nyugaton a 186 m magas Lepavina-hágóval kapcsolódik a Kemléki-hegységhez (Kőrös – Kapronca vasút), keleten pedig a 270 m magas Đuloveski-hágó húzódik el Papukig (Daruvár – Veliki Bastaji – Suhopolje vasútvonal). Déli részén lejtői egészen a Monoszlói-hegységig terjednek. Ezeken határokon belül Bilo-hegység területe 1700 km²-t tesz ki, mely Horvátország középső részén a második legnagyobb területű hegységnek számít.

## A hegység részei

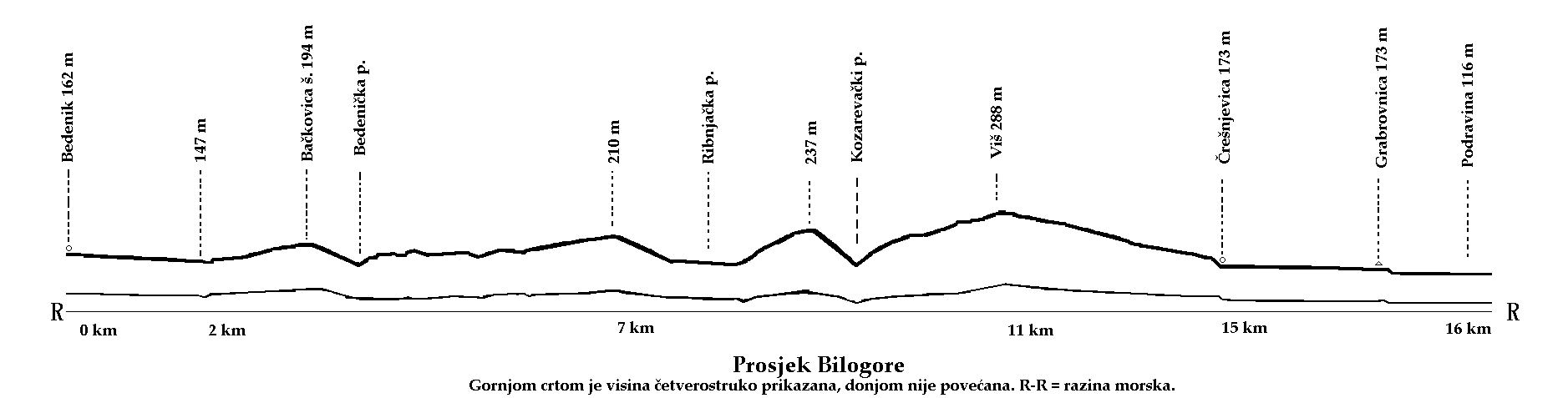
A Bilo-hegység metszete

Keleti vonulat
- Nyugat-Bilo
- Közép-Bilo
- Kelet-Bilo

Nyugati vonulat
- Kloštarsko humlje
- Sv. Ivanjsko humlje
- Marča

## Földtani szerkezete
A hegység régi kristályos magból épül fel, amelyet harmadkori kőzetek (pliocén homokos márgák és lignit lerakódásos homokkő) borítanak, negyedkori (pleisztocén sárga homok és lösz) rétegekkel. Az északi lejtőkön egy széles löszsáv (tulajdonképpen homok) található, amelyet az északi szelek hordtak össze. Közülük a leghíresebbek a Đurđevački pijesci, melyet Horvát Szaharának is neveznek. 
A lelőhely lábánál található az olaj (Ferdinandovac, Jagnjedovec, Šandrovac), valamint a korábban használt földgáz és lignit. A Bilogorát a Bjelovarból Đurđevac, Virje és Novigrad Podravski, valamint a Grubišno Polje-tól Virovitica, Špišić Bukovica és mások felé vezető utak keresztezik. Bilogora lábánál találhatók Koprivnica, Đurđevac, Pitomača és Virovitica nagyobb települések, valamint a délnyugati Križevci, Bjelovar és Grubišno Polje mentén.

## Vizei
Vízrajzi szempontból a hegység a Dráva és a Száva folyók közötti vízválasztó. Ezt a területet Međuriječjének is hívják. Itt található a 123 km hosszú Česma, (mellékvizei a Bjelovacka, a Plavnica, a Ciglenski és a Severinski patakok, valamint a Kovačica, a Mlinište, a Velika, a Račačka folyó és a Žavnica), Glogovnica (mellékvize a az Oslavica), valamint a 85 km hosszú Ilova-folyó forrásvidéke. A Česma a Lonja-folyóba, ez pedig a Szávába folyik, és így a Lonja-Ilova-medence összes fontos folyója a Száva vízgyűjtő területéhez tartozik.

## Növényvilág
A hegység teljes felületét növényzet borítja. A lejtőkön alul szőlők, gyümölcsösök és kukoricatáblák, fölöttük többnyire lombhullató erdő található. Főként kocsánytalan tölgy és gyertyán kisebb társulásai mellett van még kocsányos tölgy is, a gerinc alatti északi lejtőkön pedig egy kevés bükk is található.
Ezen a hatalmas területen gyéren lakott területek is találhatók, amelyeket a  nyír, a páfrány, a csarab, az áfonya, néhány zuzmó és moha jellemez, de a homokos talajon vannak virágzó növények is. Itt virágzik a közönséges orbáncfű (Hypericum veronense), a galambláb gólyaorr (Geranium columbinium), a vadmurok (Daucus carota), az erdei szamóca (Fragaria vesca), a farkas kutyatej (Euphorba cyparissias), a vajszínű ördögszem (Scabiosa ochroleuca), de a hegység legszebb dísze a szegfű (Dianthus carjegani).
Az elhagyatott homokos helyeken a jelentősebbek az Artemisia scoparia ürömfaj, a bulygos zanót (Cytisus austraiacus), a szúrós hölgymál (Hieracium echiodes), a Plantago arenaria útifűféle, a mezei fátyolvirág (Gypsophila muralis), a bablevelű varjúháj (Sedum maximus), a fehér hamuka (Berteroa incana), a parlagi ligetszépe (Oenothera biennis), a csillagpázsit (Cynodon dactylonis) és a meddő rozsnok (Bromus sterilis), valamint a legjelentősebb a mezei iringó (Eryngium campestre).

## Fordítás
Ez a szócikk részben vagy egészben  a   Bilogora című horvát Wikipédia-szócikk ezen változatának fordításán alapul.  Az eredeti cikk szerkesztőit annak laptörténete sorolja fel. Ez a jelzés csupán a megfogalmazás eredetét és a szerzői jogokat jelzi, nem szolgál a cikkben szereplő információk forrásmegjelöléseként.